# مقاطعة آرمسترونغ (تكساس)
مقاطعة آرمسترونغ (بالإنجليزية: Armstrong  County)‏ هي إحدى المقاطعات في ولاية تكساس، الولايات المتحدة الأمريكية، يبلغ عدد سكانها 1,901 نسمة طبقا لإحصاء عام 2010 .

موقع المقاطعة في ولاية تكساس